# Killilan
Killilan (Schots-Gaelisch: Cill Fhaolain) is een dorp op de oostelijke oever van Loch Long in de Schotse lieutenancy Ross and Cromarty in het raadsgebied Highland.